# Brestovo (okręg pczyński)
Brestovo (cyr. Брестово) – wieś w Serbii, w okręgu pczyńskim, w gminie Vladičin Han. W 2011 roku liczyła 102 mieszkańców.